# Tapura Huiraatira
Tapura Huiraatira is een politieke partij in Frans-Polynesië. De partij werd op 20 februari 2016 opgericht en heeft Édouard Fritch, de huidige president van Frans-Polynesië, als partijvoorzitter.
Tapura Huiraatira is voorstander van een zo groot mogelijke autonomie voor Frans-Polynesië, maar tegenstander van volledige onafhankelijkheid ten opzichte van Frankrijk. De partij heeft met 31 van de 57 zetels een meerderheid in de Vergadering van Frans-Polynesië. 

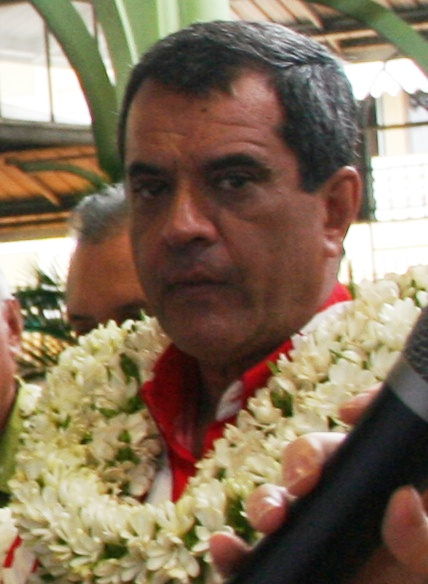
Édouard Fritch, partijvoorzitter

In Frans-Polynesië maakt de partij deel uit van de coalitie Rassemblement pour une majorité autonomiste (Vergadering voor een Autonimistische Meerderheid, RMA).